# Coccidiphaga futilis
Coccidiphaga futilis là một loài bướm đêm trong họ Noctuidae.